# Cane dei Gaddi
Il cane dei Gaddi, anche noto come Gaddi Kutta, "segugio indiano per pantere" (en Indian Panther Hound) o "mastino del Mahidant", o anche indian Gaddi Dog è una razza canina molossoide (tipo cane da montagna) diffuso in tutta la zona occidentale dell'Himalaya (Himachal Pradesh, Uttarakhand e Kashmir) non riconosciuta dalla FCI ed utilizzata per secoli come cane da pastore e come da caccia al leopardo delle nevi dall'etnia nomade dei Gaddi.

## Storia

### Origini
La razza originò in tempi molto antichi dall'archetipo razziale dei  molossoidi, un grande cane da montagna selezionato in epoca protostorica nel Medioriente (fond. nella Mezzaluna Fertile), dove la nascente pastorizia aveva evidenziato la necessità di selezionare un grosso cane difensore del gregge, evolutosi durante l'Età del ferro come cane da guerra/palazzo nelle prime grandi civiltà (assiri, babilonesi, ittiti, egizi). Dalla Mesopotamia, il molossoide si diffuse nell'antico impero persiano e da lì al Caucaso, all'India ed a tutti i paesi tra le pendici indo-pakistane dell'Himalaya (Tibet, Nepal, Bhutan, ecc.) e le steppe mongoliche, originando diversi ceppi locali: tutti cani accomunati da una certa tipologia caratteriale (forte, dominante, territoriale e protettiva verso la famiglia umana) ma con varianti morfologiche dovute alle diversità climatiche e del territorio.